# Aiquile (gemeente)
Aiquile is een gemeente (municipio) in de Boliviaanse provincie Campero in het departement Cochabamba. De gemeente telt naar schatting 24.440 inwoners (2018). De hoofdplaats is Aiquile.

## Indeling
De gemeente bestaat uit de volgende kantons:
- Cantón Aiquile
- Cantón Quiroga
- Cantón Villa Granado